# Cornelia Wolf
Cornelia Claudia Wolf (* 1982) ist eine deutsche Kommunikationswissenschaftlerin mit dem Forschungsschwerpunkt Wandel öffentlicher Kommunikation. Sie ist Professorin für Online-Kommunikation an der Universität Leipzig.

## Leben
Wolf studierte Journalistik, Politikwissenschaft sowie Kultur- und Wirtschaftsgeographie an der Katholischen Universität Eichstätt-Ingolstadt. Als Journalistin war sie für verschiedene Zeitungs-, Zeitschriften-, Rundfunk- und Online-Redaktionen tätig, zudem arbeitete sie in einer PR-Agentur. 2009 wurde sie wissenschaftliche Mitarbeiterin am Lehrstuhl für Kommunikationswissenschaft der Universität Passau, wechselte aber bereits 2010 an den Lehrstuhl für Computervermittelte Kommunikation. Dort promovierte sie 2014 bei Ralf Hohlfeld mit einer Dissertation zum Thema „Mobiler Journalismus: Angebote, Produktionsroutinen und redaktionelle Strategien deutscher Print- und Rundfunkredaktionen“. Im Oktober 2014 folgte sie dann einem Ruf an die Universität Leipzig auf die neu geschaffene Juniorprofessur für Online-Kommunikation, welche später in eine ordentliche Professur umgewidmet wurde.
In ihrer Forschung untersucht Wolf, welchen Einfluss das Internet auf technische und gesellschaftliche Veränderungen, die ihrerseits Kommunikation und Medien beeinflussen, hat. Schwerpunkte ihrer Arbeit liegen auf mobilem Journalismus, Wissenschafts- und Innovationskommunikation im Internet, Gamification und Games in der Nonprofit-Kommunikation und den Einfluss von Social Media in der Unternehmenskommunikation. Sie ist u. a. Mitglied der Deutschen Gesellschaft für Publizistik- und Kommunikationswissenschaft, der International Communication Association und der International Association for Media and Communication Research.

## Schriften (Auswahl)
- Mobile Endgeräte als Allroundmedien: Eine Untersuchung zur Verbreitung mobiler Multimediadienste und ihren Auswirkungen auf den Journalismus. VDM Verlag Dr. Müller, Saarbrücken 2008, ISBN 978-3-8364-8138-0.
- Mobiler Journalismus: Angebote, Produktionsroutinen und redaktionelle Strategien deutscher Print- und Rundfunkredaktionen. Nomos, Baden-Baden 2014, ISBN 978-3-8487-1414-8.
- mit Gabriele Hooffacker: Technische Innovationen – Medieninnovationen? Herausforderungen für Kommunikatoren, Konzepte und Nutzerforschung. Springer, Wiesbaden 2016, ISBN 978-3-658-14953-6.
- Digitale Langformen im Journalismus und Corporate Publishing: Scrollytelling – Webdokumentationen – Multimediastorys. Springer, Wiesbaden 2017, ISBN 978-3-658-17556-6.